# Lodovico Migliorati
Lodovico (o Ludovico) Migliorati (Sulmona, 1370 circa – Fermo, 28 giugno 1428) è stato un nobile e condottiero italiano, marchese della Marca di Ancona, conte di Fermo e Manoppello, e signore di Arcevia, Ascoli Piceno, Montefiore, Montegranaro, Monteleone, Monteverde, Montone, Montottone e Sant'Elpidio Morico.

## Biografia
Lodovico Migliorati nacque a Sulmona intorno al 1370, figlio di Antonio Migliorati e di una nobildonna di nome Antonella.
Militava nel 1404 nelle file del condottiero Giovanni Mostarda quando venne eletto pontefice lo zio Cosimo col nome di Innocenzo VII.
Il papa nominò come capitano delle milizie pontificie Lodovico. Nel 1405 tese un agguato a undici rappresentanti della fazione romana avversa al papa, che rientravano da una conferenza col pontefice e li fece assassinare nella sua casa, facendone gettare i corpi in strada. Papa, corte e cardinali, assieme al Migliorati, fuggirono a Viterbo. Il papa scomunicò il nipote e la scomunica venne tolta un anno dopo. Nonostante questo, il papa nominò Lodovico marchese della Marca di Ancona e conte di Fermo.
Fu al soldo della Repubblica di Firenze combattendo contro i pisani. Alla morte di Innocenzo VII nel 1406, Lodovico Migliorati perse il suo protettore, e il successore papa Gregorio XII gli tolse la carica di rettore della Marca Anconitana. Il Migliorati passò al servizio del re del Regno di Napoli Ladislao d'Angiò-Durazzo, che lo ricompensò con il titolo di conte di Manoppello. Nel 1408 l'esercito del re di Napoli, comandato da Lodovico Migliorati, Conte da Carrara e Gentile da Monterano, occupò Ostia e quindi Roma. Parteggiò per il re di Napoli e il papa Gregorio XII nella battaglia di Roccasecca del 1411 contro gli Angioini francesi.
Nel 1412 passò però dalla parte di papa Giovanni XXIII, che gli conferì la seconda nomina a rettore della Marca e costrinse i suoi nemici a riconquistare alcuni suoi territori. Con la morte del re di Napoli, nel 1414 si venne ad una tregua anche nella Marca.
Le nozze con Taddea Malatesta, figlia di Malatesta IV, signore di Pesaro, famiglia nemica di Lodovico, portò il condottiero nel 1420 in aiuto di Pandolfo III Malatesta, signore di Brescia, contro Filippo Maria Visconti. Nella battaglia di Montichiari Lodovico Migliorati rimase sconfitto dalle truppe di Francesco Bussone detto "il Carmagnola". Il Migliorati fu fatto prigioniero e condotto a Milano. Venne liberato dal Visconti nel marzo del 1421, con l'impegno di arruolare il figlio Fermano alla corte lombarda.
Tornato a Fermo, rimase fedele alla Chiesa. Nel 1427 morirono di peste la madre Antonella e la consorte Taddea.
Morì nel 1428 e venne sepolto accanto alla moglie Taddea a Fermo nella chiesa di San Francesco.

## Discendenza
Lodovico Migliorati si sposò in prime nozze con Bellafiore Da Carrara († 19 settembre 1416), dalla quale ebbe due figli e due figlie:
- Giacomo, religioso[6];
- Costanza († 1430), andata in sposa il 4 novembre 1428 ad Ostasio da Polenta, signore di Ravenna[5];
- Fermano († 1431 circa), condottiero al servizio dei Visconti, il quale sposò Caterina Riccardi[6];
- Antonella († 1462), la quale sposò Giosia Acquaviva, duca di Atri[6];

Si risposò poi in seconde nozze il 9 gennaio 1418 con Taddea Malatesta († 9 giugno 1427), dalla quale ebbe Cosimo, condottiero e letterato. Ebbe inoltre due figlie naturali, delle quali non si conosce il nome.